# Propedies juani
Propedies juani är en insektsart som beskrevs av Ronderos och Sanchez 1983. Propedies juani ingår i släktet Propedies och familjen gräshoppor. Inga underarter finns listade i Catalogue of Life.